# Adda (roi de Bernicie)
Pour les articles homonymes, voir Adda (homonymie).
Adda est un roi de Bernicie du VIe siècle.
Les listes royales de la Collection anglienne et de l'Historia Brittonum lui attribuent un règne de huit ans entre ceux de Glappa et d'Æthelric. À partir de dates connues par ailleurs, il serait possible de le dater entre 560 et 568. Il figure dans la liste des fils d'Ida, le fondateur du royaume.